# محمد أبو الوفا
محمد أبو الوفا (18 مايو 1956 - 29 يونيو 2019) هو ممثل مصري، عمل في بدايته في العروض المسرحية، قبل أن ينتقل للعمل بالتلفزيون عام 2005 في مسلسل المرسي والبحار، ثم ظهر في عددٍ من المسلسلات أبرزها يونس ولد فضة، شهادة ميلاد، ابن حلال، القيصر، الميزان، الشارع اللي ورانا.
تُوفي في 29 يونيو 2019، وُدفن في مدافن عائلته في محافظة الفيوم.

## روابط خارجية
- محمد أبو الوفا على موقع أرشيف الشارخ.
- محمد أبو الوفا على موقع IMDb (الإنجليزية)
- محمد أبو الوفا على موقع الدهليز
- محمد أبو الوفا على موقع قاعدة بيانات الأفلام العربية